# Protocetidae
Protocetidae утворюють різноманітну гетерогенну групу вимерлих китоподібних, відомих з Азії, Європи, Африки, Південної Америки та Північної Америки.

## Опис

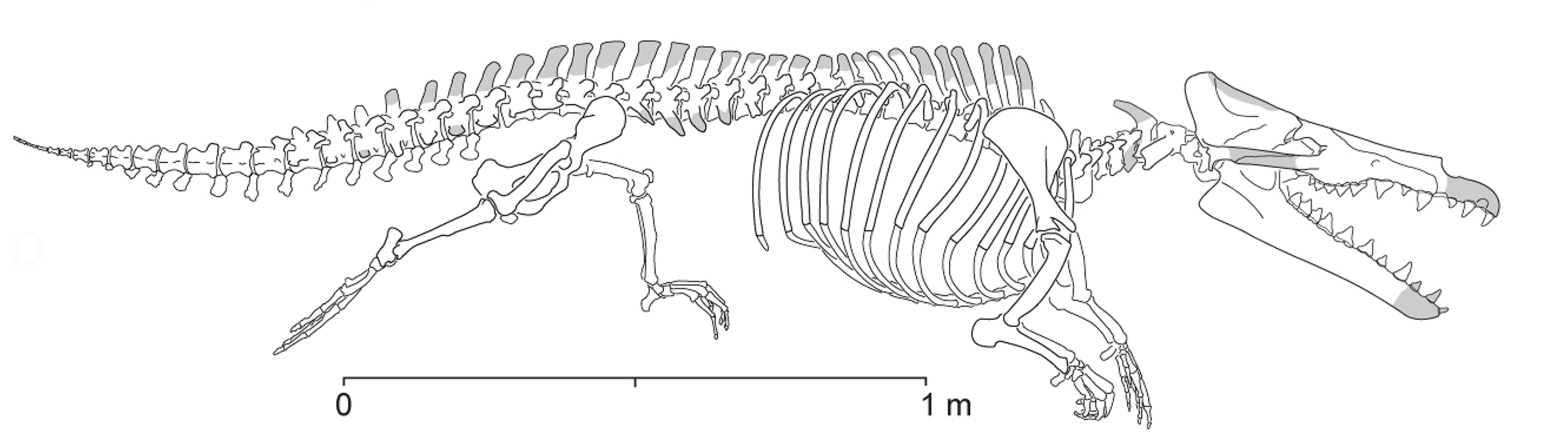
Скелет Maiacetus.

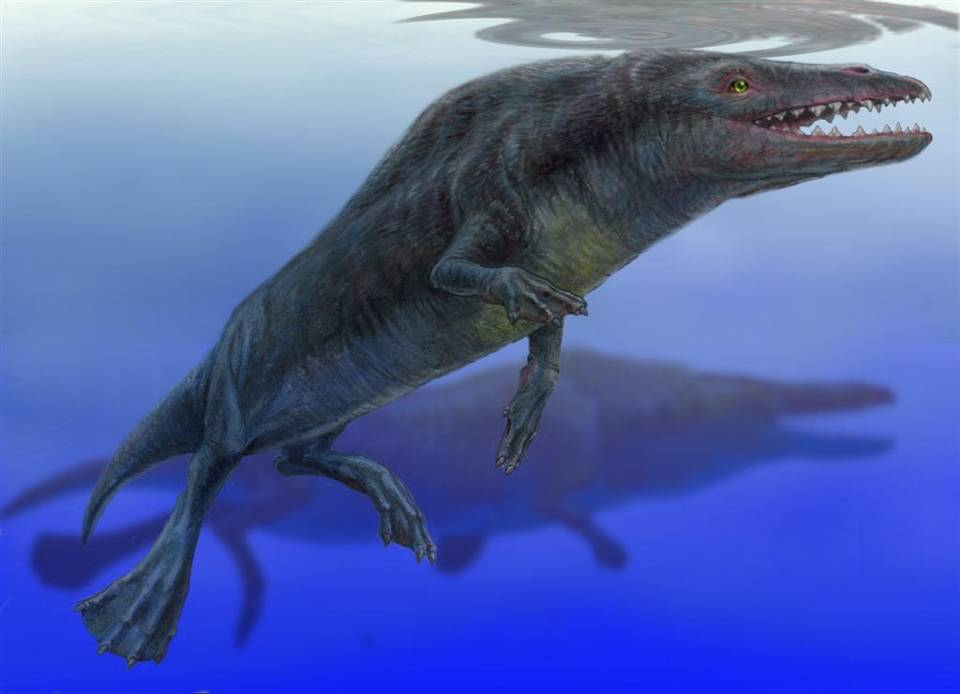
Малюнок Rodhocetus.

Було багато родів, і деякі з них дуже добре відомі (наприклад, Rodhocetus). Відомі протоцетиди мали великі передні та задні кінцівки, які могли підтримувати тіло на суші, і, ймовірно, вони жили земноводно: у морі та на суші. Проте зрозуміло, що вони ще більше адаптовані до водного способу життя. У Rodhocetus, до наприкладу, криж — кістка, яка у наземних ссавців є злиттям п'яти хребців, що з'єднує таз з рештою хребетного стовпа — була розділена на нещільні хребці. Однак у тазу зберігається крижово-клубовий суглоб. Крім того, носові отвори тепер знаходяться на півдорозі до морди; перший крок до телескопічного стану сучасних китів. Їх імовірна земноводна природа підтверджується відкриттям вагітного екземпляра Maiacetus, у якій скам'янілий плід був розміщений для пологів головою, що свідчить про те, що Майацет народжував на землі. Унгулятне походження цих ранніх китів все ще підкреслюється такими характеристиками, як наявність копит на кінцях пальців у Rodhocetus.

## Таксономія
Підродини протоцетидів були запропоновані Gingerich et al. 2005. Вони помістили Makaracetus у власну підродину — Makaracetinae на основі унікальних пристосувань до харчування (включаючи лише два різці в кожній передчелюстній кістці). Потім вони створили дві підродини для решти протоцетид на основі їхнього ступеня адаптації у воді:
Protocetinae:
- Aegyptocetus
- Artiocetus
- Crenatocetus
- Dhedacetus
- Gaviacetus
- Indocetus
- Kharodacetus
- Maiacetus
- Peregocetus
- Phiomicetus
- Protocetus
- Qaisracetus
- Rodhocetus
- Takracetus
- Togocetus

Georgiacetinae:
- Aegicetus
- Babiacetus
- Carolinacetus
- Georgiacetus
- Natchitochia
- Pappocetus
- Pontobasileus
- Tupelocetus